# Sociolinguística variacionista
A Sociolinguística variacionista, também chamada de Teoria da Variação e Mudança ou ainda de Sociolinguística Quantitativa ou Laboviana, consiste em uma área de estudos proposta pelo linguista estadunidense William Labov com o intenção de explicar a variação simultânea sistemática da língua em sociedade. O propósito de Labov é estudar a estrutura e a evolução de uma língua dentro do seu contexto social. A visão de que a língua é heterogênea trouxe a percepção de que há diferentes maneiras se de utilizar a mesma língua e isso varia de acordo com os seus falantes ou grupos sociais. 
A metodologia quantitativa da Sociolinguística variacionista concentra-se em uma comunidade de fala, entendida como um grupo de sujeitos ou usuários que compartilha de forma consciente os mesmos valores associados aos usos da língua em um determinado tempo e espaço. Dentro de uma comunidade são selecionados informantes, a partir de alguns critérios, para compor uma amostra. Logo após, são realizadas entrevistas por meio de um roteiro pré-estabelecido com o objetivo de observar o uso linguístico vernacular dos informantes, sem interferência (ou com o mínimo possível de interferência) do pesquisador. Depois de gravadas, as entrevistas são transcritas sistematicamente, possibilitando a comparação linguística de diferentes comunidades de fala. 
A Sociolinguística variacionista proporciona uma série de contribuições para a descrição das variedades do português em diversos níveis.

## Contexto histórico
A sociolinguística se consolidou como uma área dos estudos linguísticos no século XX, mais precisamente na década de 60. A partir daí, outras subdivisões surgiram como a Sociolinguística variacionista, a Sociolinguística interacional e a Sociolinguística educacional. A vertente da Sociolinguística variacionista surgiu a partir da publicação da obra de Weinreich, Labov e Herzog (em 1968) com o propósito de descrever o uso variável da língua e os determinantes sociais e linguísticos dessa variação. 
Inicialmente, Labov preocupou-se com a motivação social da mudança sonora na ilha de Martha's Vineyard, no estado americano de Massachussetts. Os estudos sobre a mudança fonética dentro desta comunidade de fala serviram de base para a constituição de sua dissertação de mestrado, orientada pelo professor Uriel Weinreich.
Com este panorama, a relação entre língua e sociedade passou a ser o foco dos estudos linguísticos que anteriormente estavam direcionados para a língua enquanto sistema de signos e de valores correspondentes, deixando a fala (parte individual) de lado. Dessa maneira, Labov discordou de Saussurre quando o suíço ignorou a fala e considerou apenas o estudo do sistema linguístico visto como homogêneo.
Compreendendo a heterogeneidade da língua, Labov se interessou pelo estudo sistemático das variações linguísticas e os fatores externos que condicionam estas variações. Ao correlacionar variação e mudança, o linguista estadunidense rompe com uma importante dicotomia proposta por Saussurre – diacronia e sincronia – promovendo uma aproximação entre estes dois aspectos.
A partir de seus estudos, Labov constatou que não há falantes com um estilo único, todos apresentam variações fonológicas e sintáticas em suas manifestações linguísticas. As ações de alguns grupos no Brasil, ao longo dos anos, foram de suma importância para a descrição do português brasileiro, com destaque para o Programa de Estudos sobre o Uso da Língua (PEUL), na Universidade do Rio de Janeiro (1980); o grupo Variação Linguística Urbana na Região Sul do Brasil (VARSUL) o grupo Variação Linguística no Estado da Paraíba (VALPB) e o grupo Dialetos Sociais Cearenses.	

## Termos associados
Há três termos dentro da vertente variacionista que merecem uma atenção especial para não serem confundidos: variedade, variante e variável.	
- Variedade diz respeito às diferentes formas de manifestação de uma língua que estão associadas à elementos sociais, regionais, históricos e culturais[3]. Uma pessoa que mora na região sul do Brasil, por exemplo, não fala do mesmo modo que uma pessoa da região nordeste. Dentro desse termo há ainda outras classificações: dialeto, socioleto, idioleto e cronoleto.

- Variante diz respeito às formas linguísticas concorrentes que comportam o mesmo sentido.

- Variável consiste no traço, construção ou forma linguística que apresenta algumas variantes de acordo com as observações realizadas por um pesquisador.[3]